# Trinidad és Tobago a 2004. évi nyári olimpiai játékokon
Trinidad és Tobago a görögországi Athénban megrendezett 2004. évi nyári olimpiai játékok egyik részt vevő nemzete volt. Az országot az olimpián 4 sportágban 19 sportoló képviselte, akik összesen 1 érmet szereztek.

## Érmesek
| Érem  | Versenyző     | Sportág | Versenyszám        |
| ----- | ------------- | ------- | ------------------ |
| Bronz | George Bovell | Úszás   | Férfi 200 m vegyes |

## Atlétika
Férfi

| Versenyző                                             | Versenyszám     | Előfutam | Előfutam | Előfutam | Negyeddöntő | Negyeddöntő | Negyeddöntő | Elődöntő | Elődöntő | Elődöntő | Döntő   | Döntő    |
| Versenyző                                             | Versenyszám     | Idő      | Hely.    | Össz.    | Idő         | Hely.       | Össz.       | Idő      | Hely.    | Össz.    | Idő     | Helyezés |
| ----------------------------------------------------- | --------------- | -------- | -------- | -------- | ----------- | ----------- | ----------- | -------- | -------- | -------- | ------- | -------- |
| Niconnor Alexander                                    | 100 m           | 10,22    | 3.       | 18.*     | 10,48       | 7.          | 39.         | kiesett  | kiesett  | kiesett  | kiesett | kiesett  |
| Ato Boldon                                            | 100 m           | 10,41    | 4.       | 44.      | kiesett     | kiesett     | kiesett     | kiesett  | kiesett  | kiesett  | kiesett | kiesett  |
| Marc Burns                                            | 100 m           | kizárták | kizárták | kizárták | kiesett     | kiesett     | kiesett     | kiesett  | kiesett  | kiesett  | kiesett | kiesett  |
| Ato Modibo                                            | 400 m           | 38,53    | 4.       | .        |             |             |             | 46,29    | 4.       | 36.      | kiesett | kiesett  |
| Sherridan Kirk                                        | 800 m           | 1:45,31  | 2.       | 5.*      |             |             |             | 1:48,12  | 6.       | 51.      | kiesett | kiesett  |
| Niconnor Alexander Marc Burns Ato Boldon Darrel Brown | 4 × 100 m váltó | 38,53    | 4.       | 5.**     |             |             |             |          |          |          | 38,60   | 7.       |

| Versenyző     | Versenyszám | Selejtező | Selejtező | Döntő    | Döntő    |
| Versenyző     | Versenyszám | Eredmény  | Helyezés  | Eredmény | Helyezés |
| ------------- | ----------- | --------- | --------- | -------- | -------- |
| Le Juan Simon | Hármasugrás | 16,16 m   | 36.       | 16,78 m  | 11.      |

Női

| Versenyző                                                    | Versenyszám     | Előfutam      | Előfutam      | Előfutam      | Negyeddöntő | Negyeddöntő | Negyeddöntő | Elődöntő | Elődöntő | Elődöntő | Döntő   | Döntő    |
| Versenyző                                                    | Versenyszám     | Idő           | Hely.         | Össz.         | Idő         | Hely.       | Össz.       | Idő      | Hely.    | Össz.    | Idő     | Helyezés |
| ------------------------------------------------------------ | --------------- | ------------- | ------------- | ------------- | ----------- | ----------- | ----------- | -------- | -------- | -------- | ------- | -------- |
| Fana Ashby                                                   | 100 m           | 11,43         | 3.            | 30.*          | 11,54       | 7.          | 28.         | kiesett  | kiesett  | kiesett  | kiesett | kiesett  |
| Kelly-Ann Baptiste Fana Ashby Wanda Hutson Ayanna Hutchinson | 4 × 100 m váltó | nem ért célba | nem ért célba | nem ért célba |             |             |             |          |          |          | kiesett | kiesett  |

| Versenyző       | Versenyszám   | Selejtező | Selejtező | Döntő    | Döntő    |
| Versenyző       | Versenyszám   | Eredmény  | Helyezés  | Eredmény | Helyezés |
| --------------- | ------------- | --------- | --------- | -------- | -------- |
| Cleopatra Borel | Súlylökés     | 18,90 m   | 3.        | 18,35 m  | 10.      |
| Candice Scott   | Kalapácsvetés | 68,27 m   | 12.       | 69,94 m  | 9.       |

| Versenyző         | Versenyszám | 100 m gát | 100 m gát | Magasugrás | Magasugrás | Súlylökés | Súlylökés | 200 m | 200 m | Távolugrás | Távolugrás | Gerelyhajítás | Gerelyhajítás | 800 m   | 800 m | Végeredmény | Végeredmény |
| Versenyző         | Versenyszám | Idő       | Pont      | Eredmény   | Pont       | Eredmény  | Pont      | Idő   | Pont  | Eredmény   | Pont       | Eredmény      | Pont          | Idő     | Pont  | Pont        | Helyezés    |
| ----------------- | ----------- | --------- | --------- | ---------- | ---------- | --------- | --------- | ----- | ----- | ---------- | ---------- | ------------- | ------------- | ------- | ----- | ----------- | ----------- |
| Marsha Mark-Baird | Hétpróba    | 13,58     | 1039      | 170 cm     | 855        | 11,20 m   | 608       | 25,11 | 877   | 622 cm     | 918        | 49,90 m       | 858           | 2:21,21 | 807   | 5962        | 25.         |

* - egy másik versenyzővel azonos időt ért el

** - két másik versenyzővel azonos eredményt ért el

## Sportlövészet
Férfi

| Versenyző    | Versenyszám    | Selejtező | Selejtező | Döntő   | Döntő    |
| Versenyző    | Versenyszám    | Pont      | Helyezés  | Pont    | Helyezés |
| ------------ | -------------- | --------- | --------- | ------- | -------- |
| Roger Daniel | Légpisztoly    | 574       | 27.*      | kiesett | kiesett  |
| Roger Daniel | Szabadpisztoly | 545       | 33.       | kiesett | kiesett  |

* - két másik versenyzővel azonos eredményt ért el

## Taekwondo
Férfi

| Versenyző      | Versenyszám | Nyolcaddöntő               | Negyeddöntő       | Elődöntő          | Vigaszág első kör | Vigaszág elődöntő | Bronz- mérkőzés   | Döntő             | Helyezés |
| Versenyző      | Versenyszám | Ellenfél Eredmény          | Ellenfél Eredmény | Ellenfél Eredmény | Ellenfél Eredmény | Ellenfél Eredmény | Ellenfél Eredmény | Ellenfél Eredmény | Helyezés |
| -------------- | ----------- | -------------------------- | ----------------- | ----------------- | ----------------- | ----------------- | ----------------- | ----------------- | -------- |
| Chinedum Osuji | Váltósúly   | Rəşəd Əhmədov (AZE) · 3-10 | kiesett           | kiesett           |                   |                   |                   |                   | 11.      |

## Úszás
Férfi

| Versenyző     | Versenyszám  | Előfutam | Előfutam | Előfutam | Elődöntő | Elődöntő | Elődöntő | Döntő   | Döntő    |
| Versenyző     | Versenyszám  | Idő      | Hely.    | Össz.    | Idő      | Hely.    | Össz.    | Idő     | Helyezés |
| ------------- | ------------ | -------- | -------- | -------- | -------- | -------- | -------- | ------- | -------- |
| George Bovell | 100 m gyors  | 49,61    | 3.       | 12.      | 49,53    | 5.       | 11.      | kiesett | kiesett  |
| George Bovell | 200 m gyors  | 1:49,48  | 4.       | 12.      | 1:49,59  | 6.       | 11.      | kiesett | kiesett  |
| George Bovell | 200 m vegyes | 2:00,65  | 1.       | 3.       | 2:00,31  | 3.       | 5.       | 1:58,80 |          |

Női

| Versenyző         | Versenyszám | Előfutam | Előfutam | Előfutam | Elődöntő | Elődöntő | Elődöntő | Döntő   | Döntő    |
| Versenyző         | Versenyszám | Idő      | Hely.    | Össz.    | Idő      | Hely.    | Össz.    | Idő     | Helyezés |
| ----------------- | ----------- | -------- | -------- | -------- | -------- | -------- | -------- | ------- | -------- |
| Sharntelle McLean | 50 m gyors  | 26,86    | 8.       | 38.      | kiesett  | kiesett  | kiesett  | kiesett | kiesett  |
| Linda McEachrane  | 100 m gyors | 58,92    | 3.       | 42.      | kiesett  | kiesett  | kiesett  | kiesett | kiesett  |